# Plants vs. Zombies
Plants vs. Zombies (с англ. — «Растения против зомби») — компьютерная игра в жанре tower defense, разработанная и изданная американской студией PopCap Games для Windows и OS X 5 мая 2009 года. Впоследствии она была портирована на приставки, портативные игровые системы и мобильные устройства. Прежде чем утвердиться как самостоятельная игра, Plants vs. Zombies первоначально разрабатывалась геймдизайнером Джорджем Фэном как продолжение игры Insaniquarium.
В Plants vs. Zombies игрок берёт на себя роль домовладельца, чей дом постоянно подвергается нападениям зомби с расположенного напротив кладбища. Чтобы защитить дом от зомби, игроку нужно сажать растения, которые наносят урон или иным образом задерживают наступающих врагов либо дают единицы «солнца», обладание определённым количеством которых позволяет посадить то или иное растение. Единицы «солнца» также падают с неба. Зомби приближаются к дому по нескольким параллельным линиям, проходящим по лужайке возле дома, вследствие чего игроку требуется сажать растения на всех этих линиях. Если хоть один зомби добирается до конца своей линии, то его сносят заготовленные газонокосилки, каких на каждой линии стоит по одной штуке. Если газонокосилок больше нет, зомби заходит в дом и пожирает мозг домовладельца, и уровень считается проигранным.
Игра получила признание критиков и была номинирована на множество наград. Например, в рамках премии Golden Joystick Awards 2010 она выиграла в номинациях «Download Game of the Year» и «Strategy Game of the Year». Plants vs. Zombies получила похвалу за её нарочито простой, но увлекательный геймплей и юмористический стиль. В связи с успехом игры, за ней последовал выход в свет ряда различных продолжений. Plants vs. Zombies положила начало одноимённой серии игр, которая включает в себя два прямых сиквела (Plants vs. Zombies 2: It’s About Time и Plants vs. Zombies 3), три шутера от третьего лица (Plants vs. Zombies: Garden Warfare, Plants vs. Zombies: Garden Warfare 2 и Plants vs. Zombies: Battle for Neighborville) и два спин-оффа (Plants vs. Zombies Adventures и Plants vs. Zombies Heroes).

## Игровой процесс

Игровой процесс Plants vs. Zombies. В верхней части экрана располагается панель, на которой отображаются пакеты с семенами растений, взятых на уровень игроком. Количество единиц «солнца» показано в левом верхнем углу экрана. Зомби появляются в правой части экрана и движутся по нему справа налево, до тех пор пока не будут убиты или не дойдут до дома. Игрок сажает растения, нажимая левой кнопкой мыши сначала на пакет с семенами того или иного растения, а затем на определённую клетку игрового поля. Полоса в правом нижнем углу экрана показывает текущий прогресс уровня

Plants vs. Zombies — стратегия в жанре tower defense, в которой задачей игрока является защита дома от зомби. Игровое поле разделено на сетку из пяти или шести горизонтальных рядов и девяти столбцов, и, как правило, стилизовано под лужайку дома. Игрок размещает различные типы растений и грибов на отдельных клетках сетки. Каждое растение имеет свою уникальную способность, которая активируется при использовании. Некоторые типы зомби также имеют свои способности, против которых могут быть более эффективны те или иные растения. Перед началом каждого уровня игрок выбирает только определённое количество пакетов с семенами растений и по мере прохождения уровня должен тратить определённое количество единиц «солнца» для того, чтобы посадить каждое из растений. Игрок может собирать «солнце», щёлкая по нему. Его единицы генерируется автоматически («падают с неба»), а также выдаются определёнными растениями, такими как Подсолнух или Двойной подсолнух, и грибом Солнечником. Если зомби впервые достигают левого края определённой линии, они будут убиты одной из газонокосилок, которые находятся в конце каждой полосы. Газонокосилка уничтожает всех зомби на своём пути и уезжает за пределы игрового поля. Если зомби достигнет конца дорожки, на которой уже нет газонокосилки, уровень будет проигран.
Основной режим игры, «Приключение», разбит на пять этапов, каждый из которых, в свою очередь, делится на десять уровней. Начиная с первого уровня второго этапа (уровня 2-1) после убийства зомби могут выпадать монеты, являющиеся внутриигровой валютой. Эти монеты могут быть потрачены в магазине «Твиддидинки», которым владеет главный спутник игрока, человек по имени Безумный Дейв. Доступ к этому магазину открывается после уровня 3-4. В ассортименте у Безумного Дейва, среди прочего, присутствуют особые растения, которые являются улучшенными версиями обычных растений, и садовые инструменты для «Сада Дзен». Этот особый режим игры становится разблокированным после прохождения уровня 5-4. В «Саду Дзен» игрок может сажать копии растений, которые он может поливать и удобрять, наблюдая за их ростом. Новые саженцы для «Сада Дзен» выпадают с некоторой вероятностью после убийства зомби. Некоторые купленные растения дают игроку деньги. Пятый уровень каждого этапа представляет собой мини-игру. Часто на этих уровнях появляется конвейер, который подаёт игроку различные типы растений, выбранных заранее; на таких уровнях у игрока нет возможности выбрать другой набор растений. Десятый уровень каждого этапа представляет собой аналогичную мини-игру. Перед каждым таким уровнем зомби оставляют игроку записки, своим содержанием подтверждающие приближение масштабной атаки. Действие первого, третьего и пятого этапов проходит днём, второго и четвёртого — ночью. В ночное время игроку рекомендуется использовать грибы вместо растений из-за их более низкой стоимости: солнце не генерируется ночью. Однако в дневное время грибы спят, если их не будить кофейным бобом. Третий и четвёртый этапы проходят на заднем дворе дома, где игровое поле разделено на шесть линий, две из которых занимает бассейн. Большинство растений нельзя посадить непосредственно в воду — игроку нужно предварительно разместить в нём Кувшинки — специальные вспомогательные растения, на которые могут быть посажены другие растения. Газонокосилки не работают в линиях бассейна. Чтобы компенсировать это, игрок может купить в магазине Безумного Дейва чистильщики для бассейна. Действие пятого этапа происходит на крыше дома. На крыше игроку нужно использовать для стрельбы растения, атакующие навесом, а не по прямой, так как крыша имеет наклон посредине. На крыше нет газонокосилок, но в качестве замены им игрок может купить в магазине Безумного Дейва чистильщики для крыши. На последнем уровне игры (уровне 5-10) игроку противостоит главный антагонист игры — Доктор Зомбосс, злой учёный, ответственный за возрождение зомби. Он уничтожает растения игрока ногами своего робота Зомбота, а также кидается в них фургонами. С помощью Зомбота Доктор Зомбосс может генерировать огненные и ледяные шары, которые катятся через линию, уничтожая всё на своём пути. Игрок может справиться с этими шарами с помощью растений: против ледяных шаров помогает перец Халапеньо, а против огненных — Ледогриб.
После первого прохождения режима «Приключение» игрок может начать второе, на этот раз со всеми растениями, разблокированными после предыдущей кампании, однако во время перепрохождения Безумный Дейв перед каждым уровнем будет выбирать за игрока три случайных растения, ограничивая его свободу их выбора. Также в игре есть три дополнительных игровых режима, в которые игрок может начать играть после первого прохождения режима «Приключение»: «Мини-игры», «Головоломки» и «Выживание». В первом из них игроку доступны двадцать уровней, представляющих собой различные разноплановые мини-игры. Уровни ставят перед игроком множество уникальных задач, заключающихся в использовании какой-то уловки; на этих уровнях вместо возможности свободного выбора растений довольно часто встречаются конвейеры. Доступ к этому режиму открывается после прохождения уровня 3-2, но до победы в основной игре игрок может играть только в первые три мини-игры. В режиме «Головоломки» игроку доступно два типа уровней: «Вазобой» и «Я, Зомби». В режиме «Вазобой» игроку нужно разбить набор ваз, размещённых на лужайке; они могут содержать либо растение, либо зомби. Обычный механизм посадки растений отсутствует, можно пользоваться только выпавшими растениями. Уровень считается пройденным, когда на газоне не остаётся ни одной вазы и ни одного зомби. В «Я, Зомби» игрок принимает сторону зомби, задача которых — пройти мимо предварительно установленных муляжей растений, чтобы съесть мозг на другой стороне каждой линии; с этой целью игрок размещает зомби подобно растениям; когда они поедают солнечные растения, появляются единицы «солнца»; как в обычном режиме единицы «солнца» используются для посадки растений, так в режиме «Я, Зомби» единицы «солнца» используются для размещения новых зомби. Режим «Выживание» предлагает игроку ряд уровней с последовательно увеличивающейся сложностью; в перерывах между ними игрок может свободно выбирать, какой набор растений возьмёт на следующий уровень.

## Разработка

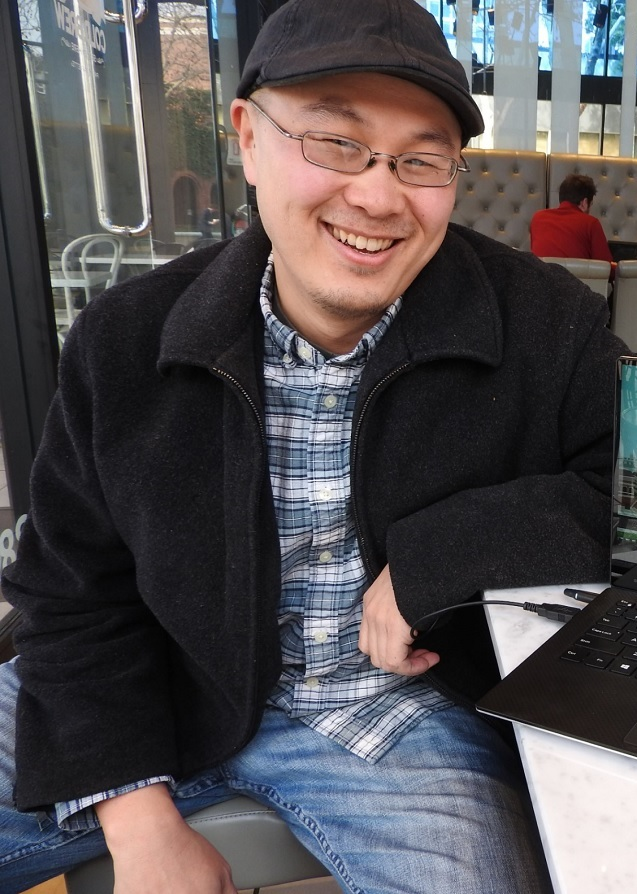
Джордж Фэн в 2018 году

Концепция Plants vs. Zombies была придумана геймдизайнером Джорджем Фэном в ходе разработки продолжения к Insaniquarium, его предыдущей игре. Он решил сделать из продолжения игру в жанре tower defense после того, как поиграл в модификации, превращающие Warcraft III: Reign of Chaos в игру этого жанра. Фэн хотел создать сиквел Insaniquarium для Nintendo DS, портативной игровой консоли с двумя экранами. Планировалось, что инопланетяне будут проникать в верхний аквариум для борьбы с атакующими и защитными рыбами, а нижний аквариум был бы предназначен для генерации ресурсов, так же, как и в оригинальной игре. Однако, вдохновившись модификациями к Warcraft III: Reign of Chaos, он придумал использовать растения и для защиты. Он хотел привнести что-то новое в жанр своей игрой и обнаружил, что обычные элементы игр жанра tower defense были слишком неудобными, что, в том числе, побудило его сделать игровое поле шестиполосным. Первоначально предполагалось, что врагами, как и в Insaniquarium, будут инопланетяне, но, создавая концепт-арт, Фэн нарисовал эскиз, который он впоследствии назвал «идеальным зомби», и тематика была переработана. Когда задумывалось, что врагами в игре будут инопланетяне, её рабочим названием было Weedlings. После того как врагов заменили на зомби, игру стали называть Plants vs. Zombies. Изначально такое название задумывалось исключительно как рабочее, а готовую игру планировалось назвать Lawn of the Dead; в этом названии была заложена игра слов — отсылка на английское название фильма Джорджа Ромеро «Рассвет мертвецов», «Dawn of the Dead». Однако Ромеро не разрешил Фэну использовать это название. Среди других вариантов окончательного названия были Bloom & Doom и Residential Evil.
Insaniquarium и Plants vs. Zombies многое объединяет. Так, игроки продвигаются в схожем темпе, последовательно получая новые растения. Кроме того, механика выбора растений в начале каждого уровня Plants vs. Zombies была также взята из Insaniquarium. Ещё одним источником вдохновения для игрового процесса послужила сцена из фильма «Швейцарская семья Робинзонов», в которой семья защищается от пиратов. Фэн включил в игру элементы карточной игры Magic: The Gathering, в которую он играл со своей девушкой, Лаурой Шигихарой. Объясняя ей, как составлять свою колоду, он пришёл к мысли о внедрении в Plants vs. Zombies пакетов с семенами, взамен изначальной идее использования конвейера, который выдаёт случайные растения. Тем не менее идея с конвейером была сохранена в качестве мини-игры. Концепция разделения игрового поля на пять горизонтальных линий была взята из игры Tapper. Обучение игровым основам, проводимое на уровне 1-1, Фэн построил так, чтобы оно было простым и применяемым ко всей игре, с целью привлечь к ней любителей казуальных игр. Во время разработки было обнаружено, что игрокам, впервые имеющим дело со стратегической игрой, возможно, будет трудно усвоить концепцию сбора единиц «солнца». По этой причине стоимость генерирующих «солнце» Подсолнухов была снижена со 100 единиц до 50, чтобы побудить игроков сажать их раньше, чем атакующий Горохострел. В результате таких изменений игровой баланс пришлось полностью реструктурировать; как позже отмечал Фэн, этот шаг стоил приложенных усилий. В течение большей части первого года разработки программисты сосредоточились на основном режиме игры, «Приключении». После досрочного завершения работы над некоторыми пунктами главный программист Тод Семпл начал работать над идеями, которые впоследствии были использованы для режима «Мини-игры». Некоторые идеи, изначально задуманные для режима «Головоломки», были позже немного видоизменены и использованы в режиме «Приключение». Во время тестирования Фэн обнаружил, что дополнительные режимы отвлекают от прохождения основной игры, поэтому было решено заблокировать большинство уровней в дополнительных режимах до того, как игрок достигнет определённого прогресса в режиме «Приключение».

Спутник игрока, Безумный Дейв, в том виде, в каком он появляется в Plants vs. Zombies

Окончательный дизайн зомби и растений практически не отличался от изначального. Разыскивая в процессе разработки художника, Джордж Фэн познакомился с Ричем Вернером, который, по мнению Фэна, понял и правильно претворил в жизнь его задумку. Безумный Дейв, компаньон игрока и владелец внутриигрового магазина, имел прототип из реальной жизни — это был человек, которого Джордж Фэн знал лично; однако игровой персонаж был сделан более сумасшедшим. В финальную версию игры было добавлено 49 растений. Больше всего из них Фэн гордился Высоким орехом и Древофакелом. В Высоком орехе ему нравилось то, что у него «есть характер»: он отмечал это, ссылаясь на его «решительный взгляд» и на то, как растение проливает одну слезу, когда ему больно. Лаура Шигихара не могла этого вынести и создала растение Тыкву, которое можно посадить на другие растения, тем самым обеспечив их защитной оболочкой. Свою любовь к Древофакелу, воспламеняющему проходящие через него снаряды растений, стреляющих горохом, Фэн объяснял тем, что он своей способностью может подтолкнуть игроков к размышлениям о тактике. Другим любимым растением Фэна был Кабачок; главным образом, из-за того, что его англоязычное название наводит на мысль о его назначении. Концепции некоторых растений претерпели серьёзные изменения, прежде чем попасть в финальную версию. Например, Зонтичное растение по изначальной задумке нужно было сажать на другие растения с целью защиты от Зомби на тарзанке и Зомби на катапульте. В окончательной версии это растение действительно получило способность защищать другие растения от этих зомби, но сажать его игроку нужно рядом с растениями, а не на них. В процессе разработки было создано множество концепт-артов растений, однако непосредственно в игру были добавлены совсем немногие. В финальную версию вошёл 51 зомби. Своим любимым зомби Джордж Фэн называл Зомби с шестом; главным образом из-за того, что при первой встрече его игроком могла возникнуть ситуация, которую Фэн находил забавной: у игрока может возникнуть ощущение того, что защитное растение Стенорех будет эффективно против этого зомби, но тот на деле лишь перепрыгивает через растение и продолжает свой путь. Зомби-танцор в своём первоначальном дизайне напоминал Майкла Джексона в образе из короткометражного фильма «Триллер». Хотя присутствие в игре такого персонажа не вызывало нареканий при жизни Джексона, после его смерти родственники артиста стали возражать против наличия такого зомби; в PopCap Games согласились убрать его, заменив в одном из патчей более обобщённым образом. Так же, как и в случае с растениями, было создано много концептов зомби, и лишь немногие были добавлены в окончательную версию.
Саундтрек к Plants vs. Zombies был создан девушкой Джорджа Фэна, композитором Лаурой Шигихарой. В нём присутствуют элементы из поп-музыки, а также консольные чиптюны. При его создании Шигихара вдохновлялась, в том числе, саундтреками работы Дэнни Эльфмана, стараясь внедрить сочетания довольно широкого спектра музыкальных стилей. Кевин Доннелли, музыковед и киновед, назвал музыкальное сопровождение Plants vs. Zombies «ярким» и «мультяшным». Он также отметил, что отличительной чертой саундтрека к Plants vs. Zombies является его малая связь с игровым процессом. По словам Доннелли, мелодии написаны в прогрессивном стиле и «почти параллельны происходящему в игре». Сама Лаура Шигихара описывала музыку как «мрачную, но глупую». В качестве примера она приводила один из треков, играющих на ночных уровнях: создавая его, она использовала сочетание биг-бенда и свинга с «мистическими и серьёзными мелодиями». Две композиции, «Loonboon» и «Brainiac Maniac», были написаны ей непосредственно перед релизом. Она заявила, что эти треки выражали её реакцию и ощущения после того, как она дважды прошла игру. Шигихара также создала музыкальный клип под названием «Zombies On Your Lawn», который демонстрируется во время финальных титров. После выпуска игры саундтрек официально вышел в свет; в него были включены все мелодии, звучащие в игре.

## Выпуск

### ПК-версии
1 апреля 2009 года студия PopCap Games выпустила клип на песню «Zombies On Your Lawn» с целью продвижения Plants vs. Zombies. В то время как многие игроки восприняли этот шаг как первоапрельскую шутку, представитель PopCap, Гарт Шуто, в интервью IGN заявил, что игра вскоре будет выпущена на Windows и OS X. 22 апреля 2009 года был выпущен официальный трейлер игры. В рамках рекламной кампании Plants vs. Zombies PopCap Games также выпустили демо-версию игры, которая позволяла играть в течение тридцати минут. Plants vs. Zombies была официально выпущена на ПК 5 мая 2009 года. Бесплатная флеш-версия игры была выпущена 23 сентября 2009 года. 11 июля 2010 года игра вышла в формате «Игра года». 11 августа 2010 года это издание появилось в Steam, где каждый пользователь, ранее купивший изначальную версию, получил право бесплатно обновить игру до издания «Игра года». В этом издании в игру был добавлен дополнительный интерфейс, получивший название «Зомбатар»; он позволяет игроку самостоятельно настраивать лица зомби. Также была добавлена поддержка Steam Cloud, функции, которая позволяет игрокам синхронизировать свой прогресс на разных компьютерах.

### Мобильные версии
Во время различных анонсов Plants vs. Zombies заявлялось, что после выхода на ПК игра будет портирована на другие платформы. 20 августа 2009 года издание IGN сообщило, что Plants vs. Zombies будет портирована на iPhone ближе к концу года. 8 февраля 2010 года на YouTube был выпущен официальный трейлер порта, в котором была официально объявлена дата выхода. Игра вышла на iPhone 15 февраля 2010 года. В данной версии был добавлен адаптированный для iPhone интерфейс и режим быстрой игры, который позволяет игроку играть на любом уровне в режиме «Приключение», однако все дополнительные режимы были исключены. 25 марта 2010 года Эмили Роуз из PadGadget сообщила, что, наряду с некоторыми другими играми, Plants vs. Zombies будет выпущена на iPad. Порт на iPad, получивший название Plants vs. Zombies HD, был выпущен 5 апреля 2010 года. От iPhone-версии он отличается главным образом тем, что добавляет отсутствующие в ней режимы «Выживание» и «Мини-игры» (последний включает в себя эксклюзивную для этой версии игру «Масляный попкорн»), а во время игрового процесса задействует 11 сенсорных датчиков iPad. 16 мая 2011 года PopCap Games официально объявили о том, что в этом же месяце Plants vs. Zombies появится в магазине приложений Amazon. 31 мая 2011 года игра стала доступна в этом магазине. 13 декабря 2011 года в пресс-релизе было объявлено, что PopCap Games в ближайшее время добавит Peggle и Plants vs. Zombies в Google Play Store. Это произошло уже на следующий день. Помимо этого, Plants vs. Zombies была портирована и на другие мобильные устройства. 23 июня 2011 года игра была выпущена на Windows Phone в рамках Xbox Live. 14 ноября 2011 года и 30 января 2013 года соответственно Plants vs. Zombies была в качестве предустановленного приложения портирована на Kindle Fire и BlackBerry 10. Позже игра была выпущена и на другом устройстве BlackBerry, BlackBerry Playbook. 14 ноября 2012 года Plants vs. Zombies была портирована на Nook HD и Nook HD+.

### Консольные версии
Версия Plants vs. Zombies для Xbox 360 была анонсирована в июле 2010 года. Она была выпущена как в качестве одиночного товара, так и в наборе с Peggle и Zuma. Порт на Xbox 360 стал официально доступен в рамках Xbox Live 8 сентября 2010 года. В целях адаптации игры под управление с помощью контроллера, курсор зафиксирован на клетках газона, а «солнце» падает в его сторону. Эта версия добавляет два эксклюзивных режима: PvP и кооперативный, а также эксклюзивную мини-игру. В режиме PvP один игрок играет за растения, а другой — за зомби. Цель зомби — пробраться в дом, цель растений — убить трёх из пяти особых зомби, играющих роль мишеней. О будущем появлении Plants vs. Zombies в сервисе PlayStation Network было объявлено 28 января 2011 года; игра стала доступна там 8 февраля 2011 года. Порт Plants vs. Zombies на Nintendo DS был анонсирован в августе 2010 года. Он был выпущен 18 января 2011 года в Северной Америке и 6 мая 2011 года в Европе и Австралии. В нём были добавлены «Зомбатар», PvP-режим, а также четыре эксклюзивные мини-игры. Версия для Nintendo DSi стала доступна 14 марта 2011 года в Северной Америке и 6 мая 2011 года в Европе и Австралии. Основное отличие DS-версии от DSi-версии заключается в том, что из последней удалены все дополнительные режимы, за исключением «Мини-игр». Единственными уровнями в режиме «Мини-игры» в ней являются эксклюзивные для DS-версии мини-игры и новая мини-игра под названием «Ловушка для зомби». Порт на PlayStation Vita был анонсирован 22 декабря 2011 года и выпущен 21 февраля 2012 года в Северной Америке и 22 февраля 2012 года в Европе. В данной версии игрок может играть, пользуясь как сенсорным экраном, так и контроллерами. Сбор «солнца» и монет осуществляется через встряхивание консоли. В отличие от других консольных версий, в версии для PlayStation Vita нет мультиплеера.

## Восприятие

### Отзывы критиков
| Сводный рейтинг       | Сводный рейтинг                                                                                             |
| Агрегатор             | Оценка |
| --------------------- | --- |
| GameRankings          | (PC) 88,32 % (X360) 89,68 % (DS) 80,76 % (PS Vita) 81,00 %                                                  |
| Metacritic            | (PC) 87/100 (iOS) 92/100 (iPad) 93/100 (X360) 89/100 (DS) 81/100 (PS3) 85/100 (DSi) 73/100 (PS Vita) 77/100 |
| Иноязычные издания    | |
| Издание               | Оценка |
| 1UP.com               | A- |
| Destructoid           | 10/10 |
| Edge                  | 9/10 |
| Eurogamer             | 9/10 |
| GamePro               | [ 16 ] |
| GameSpot              | (PC) 8,5/10 (X360) 8,5/10 (DS) 8/10                                                                         |
| GameSpy               | [ 10 ] |
| GamesRadar+           | [ 9 ] |
| IGN                   | (PC) 9/10 (DS) 8/10                                                                                         |
| Wired                 | (iOS/Android) 9/10                                                                                          |
| Русскоязычные издания | |
| Издание               | Оценка |
| Absolute Games        | 86 % |
| StopGame.ru           | 4,5/5 |
| «Игромания»           | 9/10 |
| «ЛКИ»                 | 85 % |

Plants vs. Zombies получила преимущественно положительные отзывы критиков из специализированных игровых изданий. Рецензенты зачастую хвалили реиграбельность, сюжет, саундтрек, общий визуальный дизайн, дополнительные игровые режимы. При этом их мнения по поводу игрового процесса разделились, поскольку были как те, кто называл его сложным, так и те, кто посчитал его сложность недостаточной. Среди рядовых пользователей игра тоже была хорошо встречена. Так, например, на сайте Metacritic, одном из крупнейших порталов-агрегаторов, её средний балл составил 87 из 100, что по классификации сайта соответствует отметке «Generally favorable».
Обозреватель Элис Лянь с портала 1UP.com поставила игре отметку A-. Она похвалила простоту усвоения общих игровых механик, а также постоянно возрастающую сложность уровней ближе к концу игры. Рецензент написала о том, что Plants vs. Zombies «удаётся выдержать баланс между простотой и проработанностью игрового процесса». Ей также понравилось наличие дополнительных игровых режимов. Недостатком она назвала отсутствие системы оценивания прохождения уровня, в связи с чем, по её мнению, повторное прохождение режима «Приключение» кажется бесцельным занятием. Веб-сайт Destructoid оценил игру высшим баллом, поставив ей отметку 10 из 10. Его рецензент Колетт Беннетт отметила реиграбельность игры и также похвалила наличие в ней дополнительных игровых режимов, благодаря которым игроку есть чем заняться и после прохождения режима «Приключение». Отрицательной стороной Plants vs. Zombies она назвала отсутствие в «Приключении» по-настоящему «хардкорных» уровней. Российский журнал «Игромания» удостоил игру оценкой в 9 баллов из 10. Обозреватель Максим Еремеев написал, что игра «на 100 % оправдала ожидания», похвалив реиграбельность, сюжет и лёгкость освоения игровых основ, наличие дополнительных режимов и «крохотных смешных деталей», таких как «трогательные» записки, которые зомби иногда присылают игроку, при этом отметив недостаток оригинальности. Подводя итог, он написал: «Plants vs. Zombies не только изобретательно сделанная игра. Гораздо важнее то, что у неё есть собственный характер — весёлый, не терпящий скуки, жизнерадостный до сумасшествия».
Британский игровой журнал Edge оценил игру в 9 баллов из 10. В качестве положительных сторон в издании отметили вариативность игрового процесса, возможность разработать собственную тактику, а также режим «Мини-игры» и его разнообразие. Основным минусом игры посчитали то, что из-за ранних тактических ошибок игроку нередко приходится начинать уровень сначала. В Eurogamer игру похвалили за то, что ей удаётся обратить на себя внимание и аудитории, которую привлекают казуальные игры, и игроков, любящих «хардкор». С другой стороны, обозреватель Кристиан Донлан отметил, что желание совмещать эти вещи в какой-то степени негативно влияет на итоговый продукт. Из других положительных сторон игры он выделил дизайн зомби, которых он назвал «достойными любви и объятий». По итогам обзора Plants vs. Zombies получила от Eurogamer 9 баллов из 10.
Веб-сайт GameSpot дал игре оценку в 8,5 баллов из 10. Похвалы от рецензента Криса Уоттерса удостоились проработанный ряд растений и зомби, «очаровательный» визуальный дизайн и музыкальное сопровождение, простое и понятное обучение и разнообразие дополнительной активности. Негативной стороной было названо то, что игроку нужно довольно много времени, чтобы достигнуть действительно сложных уровней. Том Фрэнсис из GamesRadar назвал игру Plants vs. Zombies «бесконечно забавной» и в качестве достоинства также отметил то, что она не является простой, а фактор случайности не играет решающей роли. Основным недостатком рецензент назвал наличие не всегда интуитивно понятных игровых механик. Портал IGN опубликовал подробный обзор, в котором отдельно оценил разные аспекты игры. За общую насыщенность контентом ей поставили отметку в 9 баллов из 10, за графику — 7,5 из 10, за музыкальное сопровождение — 8 из 10, за геймплей — 9 из 10, за продолжительность игры — 8,5 из 10. Итоговый результат составил 9 баллов из 10.
Русскоязычный портал Absolute Games поставил игре 86 % и отметил значком «Наш выбор». Рецензент портала особо отмечал уникальность Plants vs. Zombies, поскольку, по его словам, «мало где зловещие умертвия выступают на фоне по-детски яркой и красочной картинки». Помимо этого, ему понравилась основная сюжетная линия и финальный босс, а также дополнительные игровые режимы и «выглядящая мило» графика, красиво оформленные финальные титры и отдельно мелодия «Zombies On Your Lawn», а недостатком была названа относительная простота игры по сравнению с другими представителями жанра tower defense, такими как GemCraft и Protector. Кирилл Орешкин с сайта StopGame.ru похвалил игру за её визуальный дизайн, игровой процесс, требующий от игрока стратегического мышления, и обилие мини-игр. Критике с его стороны подверглись чрезмерная продолжительность уровней и невариативность игровой тактики на начальных этапах прохождения.

### Награды и номинации
Plants vs. Zombies была номинирована в различных категориях на Spike Video Game Awards 2009, 13-ю премию D.I.C.E. Awards, 10-ю премию Game Developers Choice Awards и 6-ю и 7-ю премии Британской Академии в области видеоигр. Она также выиграла в категориях «Download Game of the Year» и «Strategy Game of the Year» на церемонии Golden Joystick Awards 2010 и в категории «Best Casual Game» на 7-й церемонии вручения премии International Mobile Gaming Awards. По заявлениям Electronic Arts, Plants vs. Zombies выиграла более 30 наград «Игра года». Российский игровой журнал «Игромания» в 2009 году присудил игре награду «Казуальная игра года».
Летом 2018 года, благодаря уязвимости в защите Steam Web API, стало известно, что точное количество пользователей сервиса Steam, которые играли в игру хотя бы один раз, составляет 1 647 028 человек.
| Год  | Награда                                           | Категория                                   | Результат | Источник        |
| ---- | ------------------------------------------------- | ------------------------------------------- | --------- | --------------- |
| 2009 | Spike Video Game Awards 2009                      | Лучшая игра для ПК                          | Номинация | [ 117 ]         |
| 2009 | Spike Video Game Awards 2009                      | Лучшая загружаемая игра                     | Номинация | [ 117 ]         |
| 2010 | 13-я премия D.I.C.E. Awards                       | Казуальная игра года                        | Номинация | [ 118 ]         |
| 2010 | 13-я премия D.I.C.E. Awards                       | Выдающееся достижение в области геймдизайна | Номинация | [ 118 ]         |
| 2010 | 10-я премия Game Developers Choice Awards         | Лучший геймдизайн                           | Номинация | [ 119 ] [ 120 ] |
| 2010 | 10-я премия Game Developers Choice Awards         | Награда за инновацию                        | Номинация | [ 119 ] [ 120 ] |
| 2010 | 10-я премия Game Developers Choice Awards         | Лучшая загружаемая игра                     | Номинация | [ 119 ] [ 120 ] |
| 2010 | 6-я премия Британской Академии в области видеоигр | Лучшая стратегия 2010 года                  | Номинация | [ 121 ]         |
| 2010 | Golden Joystick Awards 2010                       | Самая загружаемая игра года                 | Победа    | [ 123 ]         |
| 2010 | Golden Joystick Awards 2010                       | Игра года в жанре стратегия                 | Победа    | [ 123 ]         |
| 2010 | Golden Joystick Awards 2010                       | Портированная игра года                     | Номинация | [ 123 ]         |
| 2011 | 7-я премия International Mobile Gaming Awards     | Лучшая казуальная игра                      | Победа    | [ 124 ]         |
| 2011 | 7-я премия Британской Академии в области видеоигр | Лучшая стратегия 2011 года                  | Номинация | [ 122 ]         |

## Наследие
12 июля 2011 года студия PopCap Games за 750 миллионов долларов была приобретена Electronic Arts. В связи со сменой курса развития студии (переходом в сегмент мобильных игр), 21 августа 2012 года пятьдесят сотрудников сиэтлского офиса PopCap Games были уволены. Только в 2017 году Джордж Фэн в своём аккаунте в Twitter подтвердил информацию и о своём увольнении, а также о том, что он выступал против введения freemium-аспектов в Plants vs. Zombies 2: It’s About Time, разрабатывавшийся тогда сиквел игры, хотя и не установил связи между этими двумя фактами. Предположение о том, что Фэна уволили из-за его отношения к этой игре, позднее было опровергнуто тремя бывшими работниками PopCap Games, в том числе Алленом Мюрреем, бывшим продюсером Plants vs. Zombies 2: It’s About Time. Они рассказали, что Фэн, как и многие другие сотрудники, был уволен в августе 2012 года в связи со сменой концепции игровой серии, и что он даже не входил в команду, разрабатывавшую Plants vs. Zombies 2: It’s About Time, так как в то время работал над другими проектами и в целом потерял интерес к серии Plants vs. Zombies, когда узнал о планах Electronic Arts превратить её в масштабную франшизу.
20 августа 2012 года PopCap Games объявили, что работают над сиквелом к Plants vs. Zombies, а примерная дата выхода игры была назначена на конец весны 2013 года. Однако в свете известий о массовых увольнениях в компании анонс новой игры был поначалу встречен скептически. Спин-офф под названием Plants vs. Zombies Adventures был анонсирован в марте 2013 года и выпущен 20 мая 2013 года. Эта игра привнесла новые игровые локации и растения, а также новую игровую механику, которая заключалась в том, что игрок изначально располагал ограниченным количеством растений и должен был выращивать другие растения на внутриигровой ферме. С 12 октября 2014 года поддержка Plants vs. Zombies Adventures была прекращена, и игра стала недоступна. В мае 2013 года PopCap Games выпустила трейлер, в котором говорилось о том, что сиквел игры будет называться Plants vs. Zombies 2: It’s About Time. Софт-релиз игры был выпущен для iOS-устройств в Австралии и Новой Зеландии 10 июля 2013 года, а полноценно она вышла в свет 14 августа 2013 года. Эта игра добавляет новую сюжетную линию, локации и растения, а также привносит в серию новую игровую механику — «подкормку для растений», бонус, который может быть использован для кратковременного усиления растения. На E3 2013 был анонсирован ещё один спин-офф к Plants vs. Zombies, многопользовательский шутер от третьего лица под названием Plants vs. Zombies: Garden Warfare. Эта игра была выпущена 25 февраля 2014 года в Северной Америке и 27 февраля 2014 года в Европе. Её сиквел, Plants vs. Zombies: Garden Warfare 2, был анонсирован на E3 2015. Игра вышла в свет 25 февраля 2016 года. 10 марта 2016 года PopCap Games анонсировали игру Plants vs. Zombies Heroes, цифровую коллекционную карточную игру, стилизованную под жанр tower defense. Её софт-релиз состоялся в некоторых странах в тот же день, а официально она была выпущена 18 октября 2016 года. 4 сентября 2019 года Electronic Arts объявили о скором выходе игры Plants vs. Zombies: Battle for Neighborville, продолжении Plants vs. Zombies: Garden Warfare 2. В тот же день она была выпущена в ранний доступ, а полноценно вышла в свет 18 октября 2019 года. В июле 2019 года была анонсирована игра Plants vs. Zombies 3. В том же месяце она была выпущена для Android на начальной стадии разработки. 28 февраля 2020 года игра была выпущена в Ирландии, Румынии и на Филиппинах. В октябре 2020 года она была удалена из магазинов приложений, а в ноябре 2020 года стала недоступной и для тех пользователей, которые уже установили её. В окончательном релизе Electronic Arts планирует представить улучшенную версию игры.
В 2013 году американское издательство Dark Horse Comics начало издавать комикс, созданный на основе Plants vs. Zombies: сначала в цифровом виде, а затем в виде графического романа. Начиная с 2015 года данный комикс выпускается ежемесячно, как в цифровом, так и в печатном виде.
На презентации Nintendo Direct 31 июля 2025 года был анонсирован ремастер игры 2009 года под названием: Plants vs. Zombies: Replanted. Это обновлённая версия оригинальной игры с классическим игровым процессом, с улучшенной HD-графикой и новыми функциями. Среди них — локальный кооперативный режим, PvP-режим, хардкорный режим с перманентной смертью "Rest in Peace", а также режим "Cloudy Day", где ограничено количество солнечного света, необходимого для выращивания растений. Также в игре появятся новые уровни, сюжетные повороты, обновленные мини-игры и элементы кастомизации растений. Релиз игры состоится 23 октября 2025 года. игра будет доступна на Windows, а также на консолях Nintendo Switch, Nintendo Switch 2, PlayStation 4, PlayStation 5, Xbox One и Xbox Series X|S.

### Комментарии
1. ↑  с англ. — «Самая загружаемая игра года»
2. ↑  с англ. — «Игра года в жанре стратегия»
3. ↑  На первом, втором и пятом этапах игры игровое поле горизонтально делится на пять рядов, на третьем и четвёртом — на шесть.
4. ↑  Только на дневных уровнях[12].
5. ↑  англ. Sunflower
6. ↑  англ. Twin Sunflower
7. ↑  англ. Sun-shroom
8. ↑  англ. Adventure
9. ↑  англ. TwiddyDinkies
10. ↑  англ. Crazy Dave
11. ↑  англ. Zen Garden
12. ↑  англ. Lily Pad
13. ↑  англ. Dr. Zomboss
14. ↑  англ. Zombot
15. ↑  англ. Jalapeno
16. ↑  англ. Ice-shroom
17. ↑  англ. Mini-Games
18. ↑  англ. Puzzle
19. ↑  англ. Survival
20. ↑  англ. Vasebreaker
21. ↑  англ. I, Zombie
22. ↑  с англ. — «Сорняки»
23. ↑  с англ. — «Лужайка мертвецов»
24. ↑  с англ. — «Цветение и погибель»
25. ↑  Словосочетание «Bloom & Doom» было в итоге введено в игру; такая надпись нанесена на пакеты с семенами растений[29][31].
26. ↑  с англ. — «Жилищное зло»
27. ↑  англ. Peashooter
28. ↑  англ. Tall-nut
29. ↑  англ. Torchwood
30. ↑  англ. Pumpkin
31. ↑  англ. Squash
32. ↑  В английском названии растения заложена игра слов: слово «squash» в качестве имени существительного переводится как «кабачок», а в качестве глагола — как «давить», «раздавливать». Способность Кабачка заключается в том, что это растение при приближении к нему зомби выпрыгивает на них, уничтожая или нанося урон всем зомби на той клетке, на которую приземлилось.
33. ↑  англ. Umbrella Leaf
34. ↑  англ. Bungee Zombie
35. ↑  англ. Catapult Zombie
36. ↑  англ. Pole Vaulting Zombie
37. ↑  англ. Wall-nut
38. ↑  англ. Dancing Zombie
39. ↑  англ. Zombatar
40. ↑  «Зомбатар» был упомянут в ряде предрелизных анонсов, однако в первоначальную версию игры эта функция включена не была[43][44].
41. ↑  англ. Buttered Popcorn
42. ↑  англ. Zombie Trap
43. ↑  с англ. — «В целом благоприятные [отзывы]»
44. ↑  с англ. — «Лучшая казуальная игра»
45. ↑  англ. Plant Food